# Yasmani Duk
Yasmani Duk Arandia (Santa Cruz de la Sierra, 1 de março de 1988) é um futebolista profissional boliviano que atua como atacante, atualmente defende o New York Cosmos.

## Carreira
Yasmani Duk fez parte do elenco da Seleção Boliviana de Futebol da Copa América de 2016.